# Mélyföld

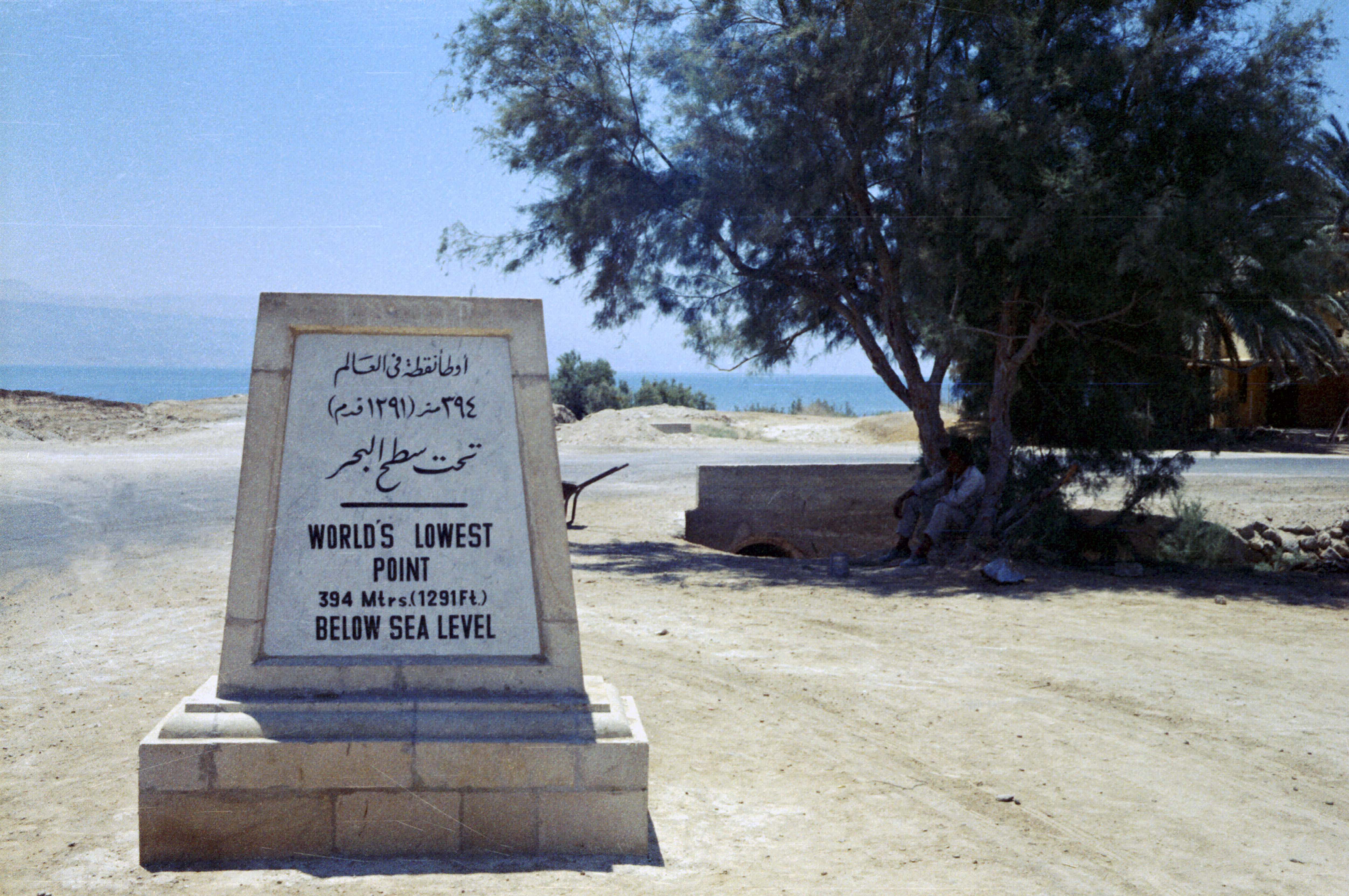
A szárazföldek legmélyebb pontja a Holt-tenger közelében

Mélyföldnek a tengerszint alatt fekvő, de tenger által el nem borított, általában síksági területeket nevezzük. A világ szárazföldi területének kevesebb mint 0,1%-a nevezhető mélyföldnek.

## Kialakulása
Mélyföldek természetes kialakulásához három feltétel teljesülése vezethet:
- A világóceántól elzárt medence, esetleg árok, amelyet a világóceán szintjénél magasabban fekvő területek vesznek körül. E magaslatok akadályozzák meg a terület elöntését.
- A terület vízháztartás-mérlege folyamatosan veszteséges. (Nyereséges vízháztartás esetén a területen tó keletkezne.)
- Süllyedő partvidék

Antropogén úton is keletkezhetnek mélyföldek. Az emberek a világ számos táján választottak le öblöket, parti területeket a tengerről, hogy azokon földművelést folytassanak, vagy egyszerűen csak biztonságossá tegyék az emberi tevékenységek számára.

## Mélyföldek listája
| Amerika                |                   |                       |                                                      |
| Terület neve           | Legmélyebb pontja | Ország                | Tudnivaló                                            |
| Laguna del Carbón      | −105 m            | Argentína             | Az amerikai szárazföld legmélyebben fekvő pontja     |
| Death Valley           | −85,5 m           | USA                   | Az USA legmélyebb pontja                             |
| Salton-tó              | −69 m             | USA – Kalifornia      |                                                      |
| Enriquillo-tó          | −133 m            | Dominikai Köztársaság |                                                      |
| Salina Grande-tó       | −42 m             | Argentína             |                                                      |
| Laguna Salada (Sós-tó) | −10 m             | Mexikó                | Mexikó legmélyebb pontja, egy többnyire kiszáradt tó |
| Ázsia                  |                   |                       |                                                      |
| Terület neve           | Legmélyebb pontja | Ország                | Tudnivaló                                            |
| Holt-tenger            | −418 m            | Izrael Jordánia       | A világ legmélyebben fekvő szárazföldi pontja        |
| Kineret-tó             | −208 m            | Izrael                |                                                      |
| Turfani-mélyedés       | −154 m            | Kína                  | Ürümcsi várostól délkeleti irányban                  |
| Kaszpi-mélyföld        | −28 m             | Kazahsztán            |                                                      |
| Hacsirógata            | −4 m              | Japán                 | Kiszárítása előtt Japán második legnagyobb tava volt |
| Kuttanad               | −2,6 m            | India                 |                                                      |